# Ibrahim Koné (calciatore 1989)
Ibrahim Koné (Abidjan, 5 dicembre 1989) è un calciatore ivoriano naturalizzato guineano, portiere del Dunkerque e della nazionale guineana.

## Carriera

### Club
Inizia la propria carriera nel settore giovanile del CF Excellence, passando in seguito al AS Denguélé, squadra del massimo campionato ivoriano. Il 19 luglio 2008 lascia la sua squadra per fare un provino con il Paris Saint-Germain, senza venire tuttavia tesserato. Rimane tuttavia in Francia, venendo tesserato dal Boulogne, squadra di seconda divisione. Al termine della stagione, nella quale Koné non scende mai in campo, la squadra è promossa in Ligue 1 per la prima volta nella sua storia; fa il suo esordio in prima squadra il 23 settembre 2009 in una partita di Coppa di Lega contro il Paris Saint-Germain; complessivamente ha giocato tre partite di campionato, senza subire alcuna rete. Nell'estate del 2013 rimane svincolato. Per la stagione 2014-2015 si accasa al Tarbes Pyrénées, società militante nella quarta serie francese; dopo due anni e complessive 39 presenze passa al Pau, in terza serie. Nella stagione 2019-2020 si trasferisce allo Żejtun Corinthians, club neopromosso nella prima divisione maltese, con cui gioca 3 partite; l'anno seguente gioca invece sempre nel medesimo campionato con gli Hibernians, con tra l'altro oltre a contribuire alla vittoria del campionato subisce 4 reti in 3 presenze nei turni preliminari di Champions League, vincendo poi anche una Supercoppa di Malta nel 2022.

### Nazionale
È stato tra i convocati della selezione del suo Paese nei mondiali Under-17 svoltisi in Perù nel 2005; ha inoltre giocato 7 partite con la nazionale Under-23, partendo come portiere titolare nel Campionato africano di calcio Under-23 2011, nel quale la sua nazionale è stata eliminata al termine della fase a gironi. Nel 2019 viene convocato per la Coppa d'Africa, che disputa con la Guinea; successivamente, è stato convocato anche per la Coppa d'Africa del 2021 e per quella del 2023.

## Statistiche

### Presenze e reti nei club
Statistiche aggiornate al 3 dicembre 2022.
| Stagione          | Squadra            | Campionato        | Campionato | Campionato | Coppe nazionali | Coppe nazionali | Coppe nazionali | Coppe continentali | Coppe continentali | Coppe continentali | Altre coppe | Altre coppe | Altre coppe | Totale | Totale |
| Stagione          | Squadra            | Comp              | Pres       | Reti       | Comp            | Pres            | Reti            | Comp               | Pres               | Reti               | Comp        | Pres        | Reti        | Pres   | Reti   |
| ----------------- | ------------------ | ----------------- | ---------- | ---------- | --------------- | --------------- | --------------- | ------------------ | ------------------ | ------------------ | ----------- | ----------- | ----------- | ------ | ------ |
| 2016-2017         | Pau                | CN                | 30         | -30        | CF              | 1               | -4              | -                  | -                  | -                  | -           | -           | -           | 31     | -34    |
| 2017-2018         | Pau                | CN                | 29         | -33        | CF              | 0               | 0               | -                  | -                  | -                  | -           | -           | -           | 29     | -33    |
| 2018-2019         | Pau                | CN                | 6          | -7         | CF              | 0               | 0               | -                  | -                  | -                  | -           | -           | -           | 6      | -7     |
| Totale Pau        | Totale Pau         | Totale Pau        | 65         | -70        |                 | 1               | -4              |                    | -                  | -                  |             | -           | -           | 66     | -74    |
| gen.-giu. 2020    | Stade Bordelais    | CFA               | 7          | -20        | -               | -               | -               | -                  | -                  | -                  | -           | -           | -           | 7      | -20    |
| 2020-2021         | Żejtun Corinthians | PL                | 3          | -9         | CM              | 1               | -3              | -                  | -                  | -                  | -           | -           | -           | 4      | -12    |
| 2021-2022         | Hibernians         | PL                | 16+4       | -12 + -3   | CM              | 0               | 0               | UECL               | 3                  | -4                 | -           | -           | -           | 23     | -19    |
| 2022-2023         | Hibernians         | PL                | 9          | -11        | CM              | 0               | 0               | UCL+UECL           | 2+4                | -3 + -7            | SM          | 0           | 0           | 15     | -21    |
| Totale Hibernians | Totale Hibernians  | Totale Hibernians | 25+4       | -23 + -3   |                 | 0               | 0               |                    | 9                  | -14                |             | 0           | 0           | 38     | -40    |
| Totale carriera   | Totale carriera    | Totale carriera   | 104        | -125       |                 | 2               | -7              |                    | 9                  | -14                |             | 0           | 0           | 115    | -146   |

### Cronologia presenze e reti in nazionale
| Cronologia completa delle presenze e delle reti in nazionale ― Guinea | Cronologia completa delle presenze e delle reti in nazionale ― Guinea | Cronologia completa delle presenze e delle reti in nazionale ― Guinea | Cronologia completa delle presenze e delle reti in nazionale ― Guinea | Cronologia completa delle presenze e delle reti in nazionale ― Guinea | Cronologia completa delle presenze e delle reti in nazionale ― Guinea | Cronologia completa delle presenze e delle reti in nazionale ― Guinea | Cronologia completa delle presenze e delle reti in nazionale ― Guinea |
| Data                                                                  | Città                                                                 | In casa                                                               | Risultato                                                             | Ospiti                                                                | Competizione                                                          | Reti                                                                  | Note                                                                  |
| --------------------------------------------------------------------- | --------------------------------------------------------------------- | --------------------------------------------------------------------- | --------------------------------------------------------------------- | --------------------------------------------------------------------- | --------------------------------------------------------------------- | --------------------------------------------------------------------- | --------------------------------------------------------------------- |
| 9-9-2018                                                              | Conakry                                                               | Guinea                                                                | 1 – 0                                                                 | Rep. Centrafricana                                                    | Qual. Coppa d'Africa 2019                                             | -                                                                     |                                                                       |
| 11-6-2019                                                             | Marrakech                                                             | Guinea                                                                | 0 – 1                                                                 | Benin                                                                 | Amichevole                                                            | -1                                                                    |                                                                       |
| 26-6-2019                                                             | Alessandria d'Egitto                                                  | Nigeria                                                               | 1 – 0                                                                 | Guinea                                                                | Coppa d'Africa 2019 - 1º turno                                        | -1                                                                    |                                                                       |
| 30-6-2019                                                             | Il Cairo                                                              | Burundi                                                               | 0 – 2                                                                 | Guinea                                                                | Coppa d'Africa 2019 - 1º turno                                        | -                                                                     |                                                                       |
| 7-7-2019                                                              | Il Cairo                                                              | Algeria                                                               | 3 – 0                                                                 | Guinea                                                                | Coppa d'Africa 2019 - Ottavi di finale                                | -3                                                                    |                                                                       |
| 3-1-2022                                                              | Kigali                                                                | Ruanda                                                                | 3 – 0                                                                 | Guinea                                                                | Amichevole                                                            | -1                                                                    | 46’                                                                   |
| 25-3-2022                                                             | Kortrijk                                                              | Sudafrica                                                             | 0 – 0                                                                 | Guinea                                                                | Amichevole                                                            | -                                                                     |                                                                       |
| 5-6-2022                                                              | Il Cairo                                                              | Egitto                                                                | 1 – 0                                                                 | Guinea                                                                | Qual. Coppa d'Africa 2023                                             | -1                                                                    |                                                                       |
| 9-6-2022                                                              | Conakry                                                               | Guinea                                                                | 1 – 0                                                                 | Malawi                                                                | Qual. Coppa d'Africa 2023                                             | -                                                                     | 59’                                                                   |
| 23-9-2022                                                             | Bir El Djir                                                           | Algeria                                                               | 1 – 0                                                                 | Guinea                                                                | Amichevole                                                            | -1                                                                    |                                                                       |
| 27-9-2022                                                             | Amiens                                                                | Costa d'Avorio                                                        | 3 – 1                                                                 | Guinea                                                                | Amichevole                                                            | -3                                                                    |                                                                       |
| 24-3-2023                                                             | Casablanca                                                            | Guinea                                                                | 2 – 0                                                                 | Etiopia                                                               | Qual. Coppa d'Africa 2023                                             | -                                                                     |                                                                       |
| 27-3-2023                                                             | Rabat                                                                 | Etiopia                                                               | 2 – 3                                                                 | Guinea                                                                | Qual. Coppa d'Africa 2023                                             | -2                                                                    |                                                                       |
| 14-6-2023                                                             | Marrakech                                                             | Guinea                                                                | 1 – 2                                                                 | Egitto                                                                | Qual. Coppa d'Africa 2023                                             | -2                                                                    |                                                                       |
| 17-6-2023                                                             | Cornellà de Llobregat                                                 | Brasile                                                               | 4 – 1                                                                 | Guinea                                                                | Amichevole                                                            | -4                                                                    |                                                                       |
| 9-9-2023                                                              | Lilongwe                                                              | Malawi                                                                | 2 – 2                                                                 | Guinea                                                                | Qual. Coppa d'Africa 2023                                             | -2                                                                    |                                                                       |
| 13-10-2023                                                            | Setúbal                                                               | Guinea                                                                | 1 – 0                                                                 | Guinea-Bissau                                                         | Amichevole                                                            | -                                                                     |                                                                       |
| 17-11-2023                                                            | Berkane                                                               | Guinea                                                                | 2 – 1                                                                 | Uganda                                                                | Qual. Mondiali 2026                                                   | -1                                                                    |                                                                       |
| 21-11-2023                                                            | Francistown                                                           | Botswana                                                              | 1 – 0                                                                 | Guinea                                                                | Qual. Mondiali 2026                                                   | -1                                                                    |                                                                       |
| 8-1-2024                                                              | Abu Dhabi                                                             | Guinea                                                                | 2 – 0                                                                 | Nigeria                                                               | Amichevole                                                            | -                                                                     |                                                                       |
| 15-1-2024                                                             | Yamoussoukro                                                          | Camerun                                                               | 1 – 1                                                                 | Guinea                                                                | Coppa d'Africa 2023 - 1º turno                                        | -1                                                                    |                                                                       |
| 19-1-2024                                                             | Yamoussoukro                                                          | Guinea                                                                | 1 – 0                                                                 | Gambia                                                                | Coppa d'Africa 2023 - 1º turno                                        | -                                                                     |                                                                       |
| 23-1-2024                                                             | Yamoussoukro                                                          | Guinea                                                                | 0 – 2                                                                 | Senegal                                                               | Coppa d'Africa 2023 - 1º turno                                        | -2                                                                    |                                                                       |
| 28-1-2024                                                             | Abidjan                                                               | Guinea Equatoriale                                                    | 0 – 1                                                                 | Guinea                                                                | Coppa d'Africa 2023 - Ottavi di finale                                | -                                                                     |                                                                       |
| 2-2-2024                                                              | Abidjan                                                               | RD del Congo                                                          | 3 – 1                                                                 | Guinea                                                                | Coppa d'Africa 2023 - Quarti di finale                                | -3                                                                    |                                                                       |
| 6-6-2024                                                              | Baraki                                                                | Algeria                                                               | 1 – 2                                                                 | Guinea                                                                | Qual. Mondiali 2026                                                   | -1                                                                    | 83’                                                                   |
| 10-6-2024                                                             | El Jadida                                                             | Guinea                                                                | 0 – 1                                                                 | Mozambico                                                             | Qual. Mondiali 2026                                                   | -1                                                                    |                                                                       |
| 6-9-2024                                                              | Kinshasa                                                              | RD del Congo                                                          | 1 – 0                                                                 | Guinea                                                                | Qual. Coppa d'Africa 2025                                             | -1                                                                    |                                                                       |
| 10-9-2024                                                             | Yamoussoukro                                                          | Guinea                                                                | 1 – 2                                                                 | Tanzania                                                              | Qual. Coppa d'Africa 2025                                             | -2                                                                    |                                                                       |
| Totale                                                                |                                                                       | Presenze                                                              | 29                                                                    |                                                                       | Reti                                                                  | -34                                                                   |                                                                       |

## Palmarès

### Club

#### Competizioni nazionali
- Campionato maltese: 1

Hibernians: 2021-2022
- Supercoppa di Malta: 1

Hibernians: 2022